# Körsbärsträdgården
Körsbärsträdgården (Вишнёвый сад eller Visjnjovyj sad på ryska) är den ryske dramatikern Anton Tjechovs sista pjäs. Den hade premiär 1904.

## Handling
Pjäsen handlar om Ranevskaja, en aristokratisk ryska och hennes familj som återvänder till familjens belånade gods alldeles innan det ska auktioneras bort som betalning för lånen. Till godset hör också en stor och berömd trädgård med körsbärsträd.
Familjen får under pjäsens gång en möjlighet att rädda kvar körsbärsträdgården och godset intakt genom att sälja det till en nyrik bonde vars far tidigare varit anställd hos familjen. Genom att också gifta bort en av döttrarna i familjen med den nyrika bonden kan godset ändå finnas kvar hos familjen. Men Ranevskaja tror in i det sista att allt skall lösa sig utan att hon behöver förnedra sin aristokratiska bakgrund genom att låta en tidigare underlydande ta över hennes fädernesgods. Så slutar pjäsen med att familjen lämnar godset medan körsbärsträden huggs ner. Pjäsen speglar i miniatyr de globala sociala förändringar som kom vid 1900-talets början såsom medelklassens ökade status och aristokratins minskade inflytande.

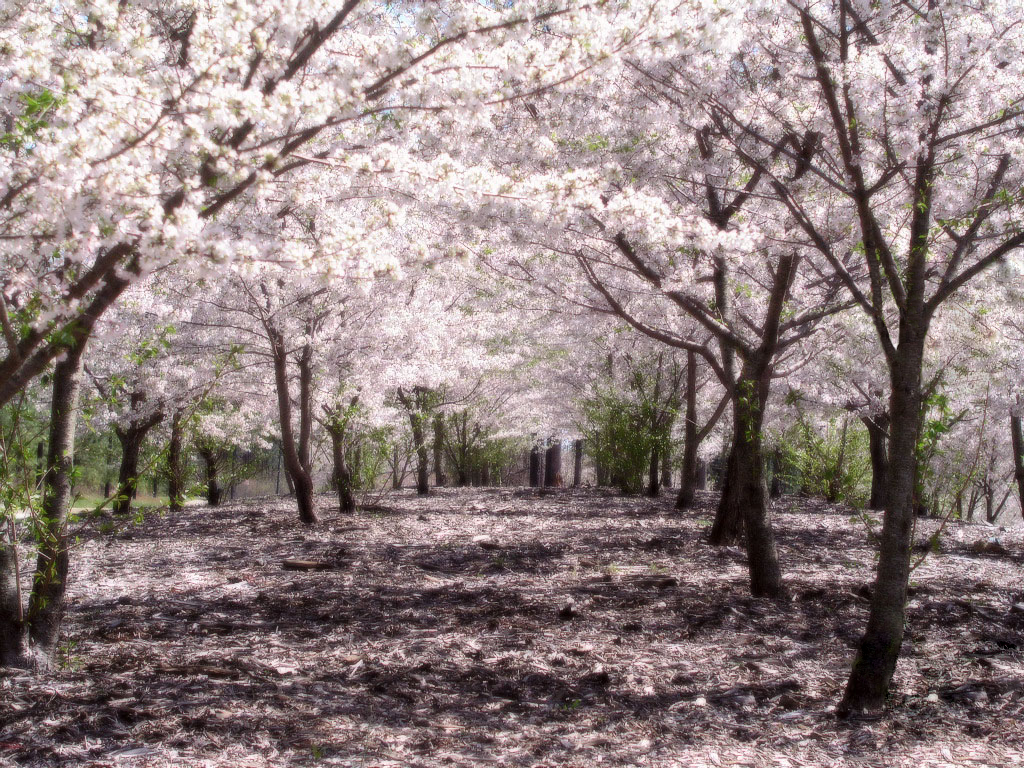
Första akten börjar i maj när körsbärsträden i Ranevskajas trädgård blommar.

## Roller
- Fru Ranevskaja
- Anja - hennes dotter, 17 år
- Varja - hennes adopterade dotter, 27 år
- Leonid Gajev - Ranevskajas broder
- Lopachin - en köpman, tidigare livegen bonde
- Peter "Petia" Trofimov - en student, runt 29 år
- Simeonov-Pishchik - en markägare och aristokrat
- Charlotta Ivanovna - Anjas guvernant
- Jepichodov - bokhållare
- Dunjasha - piga
- Firs - betjänt, 87 år
- Jasha - en ung betjänt
- En främling
- Stationskarl, postkontorstjänstemän, gäster, betjänter, etc.

## Kända uppsättningar
- Pjäsen uruppfördes av den legendariske skådespelaren och regissören Konstantin Stanislavskij 17 januari 1904 på Moskvas konstnärliga teater. Stanislavskijs uppsättning var huvudsakligen en tragedi, tvärtemot Tjechovs intentioner, han menade att hans pjäs var en komedi. Tjechov ogillade starkt Stanislavskijs version och sa att pjäsen blivit förstörd, men trots detta har Körsbärsträdgården blivit en av 1900-talets största litterära och dramatiska klassiker och fortsätter att spelas på teatrar världen över och regissörer fortsätter att brottas med dess dualistiska genretillhörighet.
- 1946 på Dramaten, (premiär 23 maj 1946) i regi av Olof Molander med Tora Teje, Mai Zetterling, Barbro Hiort af Ornäs, Holger Löwenadler, Olof Widgren m.fl.
- 1967 på Dramaten, (premiär 17 mars 1967) i regi av Per-Axel Branner med Gunn Wållgren, Mona Malm, Anita Björk, Axel Düberg, Olof Widgren, Birger Malmsten m.fl.
- 1970 på TV-teatern, (premiär 23 augusti 1970) i regi av Ernst Günther med Margaretha Krook, Monica Nordquist, Maud Hansson, Tore Lindwall, Jan-Olof Strandberg, Mathias Henrikson m.fl.
- 1997 på Dramaten, (premiär 13 september 1997) i regi av Peter Langdal med Agneta Ekmanner, Melinda Kinnaman, Elin Klinga, Björn Granath, Börje Ahlstedt, Reine Brynolfsson, Erland Josephson m.fl.
- 2006 på Göteborgs Stadsteater, (premiär 20 april 2006) i regi av Rimas Tuminas med Carina Boberg, Hanna Bogren, Mirja Burlin, Eivin Dahlgren, Göran Forsmark, Johan Gry, Daniel Larsson, Thomas Nystedt m.fl.
- 2007 på Malmö Dramatiska Teater, teaterscenen Intiman, (premiär 30 mars 2007) i regi av Tobias Theorell med Chatarina Larsson, Petra Brylander, Karin Lithman, Peter Sundberg, Staffan Göthe, Björn Gedda m.fl.
- 2007 på Uppsala Stadsteater, lilla scenen, i regi av Eva Dahlman med Hassan Brijany, Gustav Levin, Viveca Dahlén, Pierre Lindstedt m.fl.
- 2010 på Dramaten, stora scenen, (premiär i Moskva 3 juni 2010, Dramatenpremiär 21 augusti 2010) i regi av Mats Ek med Marie Richardson, Hanna Alström, Ellen Jelinek, Hans Klinga m.fl.

## Filmatiseringar i urval
- 1959 – The Cherry Orchard, med Helen Hayes som Ranevskaya och Susan Strasberg som Anya, sändes som ett avsnitt i serien Play of the Week i brittisk television.
- 1962 – The Cherry Orchard, TV-film med Peggy Ashcroft som Ranevskaya, Ian Holm som Trofimov, John Gielgud som Gayev, Judi Dench som Anya, Dorothy Tutin som Varya och Patsy Byrne som Dunyasha, producerad av Royal Shakespeare Company och BBC.
- 1981 – The Cherry Orchard, TV-film med Judi Dench som 1962 hade spelat Anya, gjorde här istället rollen som modern Ranevskaya, Bill Paterson Lopakhin, Anton Lesser Trofimov, Frederick Treves Gayev, Anna Massey Charlotta och Timothy Spall Yepikhodov. Även denna version är producerad av BBC.
- 1999 – The Cherry Orchard, film med Charlotte Rampling som Ranevskaya, Alan Bates som Gayev, Owen Teale som Lopakhin, Melanie Lynskey som Dunyasha och Gerard Butler som Yasha, i regi av Michael Cacoyannis.